# Gaetano Rabbito
Gaetano Rabbito (Enna, 12 gennaio 1942) è un politico italiano.

## Biografia
Laureato in Economia e Commercio, è dottore commercialista. 
Impegnato in politica con il Partito Democratico della Sinistra; alle elezioni politiche del 1994 è candidato dei Progressisti nel collegio uninominale di Enna della Camera, ottenendo il 32,9% dei voti, senza risultare eletto. Ricandidato nel medesimo collegio alle elezioni del 1996 con L'Ulivo viene eletto con il 52,3% dei consensi. A Montecitorio è membro della VI Commissione permanente Finanze e della Commissione parlamentare consultiva in materia di riforma fiscale. Nel 1998 confluisce nei Democratici di Sinistra.
Candidato nuovamente con L'Ulivo nel collegio di Enna alle elezioni politiche del 2001, si ferma al 41,3% dei voti e non viene rieletto.